# Olios humboldtianus
Olios humboldtianus là một loài nhện trong họ Sparassidae.
Loài này thuộc chi Olios. Olios humboldtianus được Lucien Berland miêu tả năm 1924.